# Szentilona

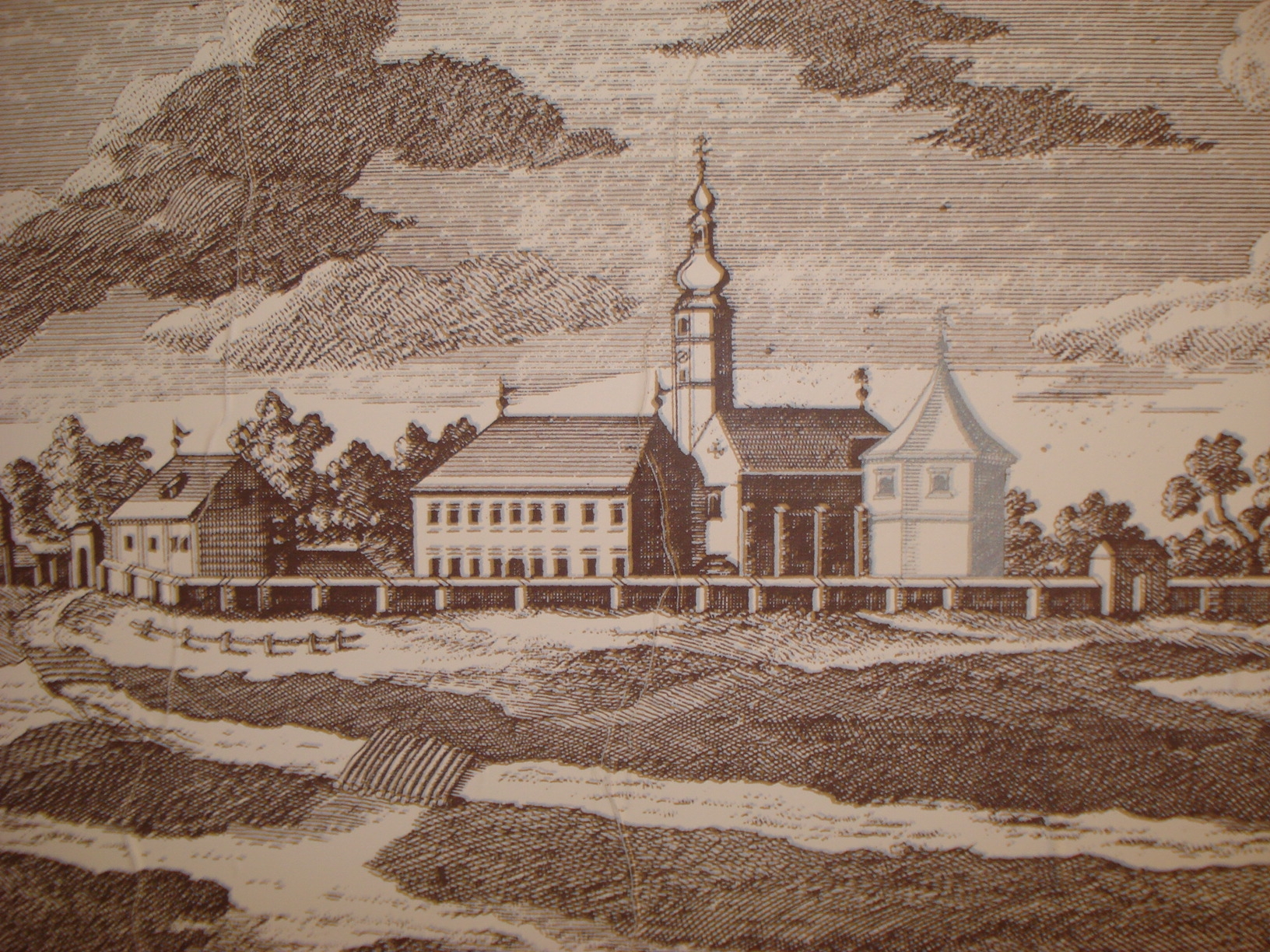
A pálos kolostor a 18. században

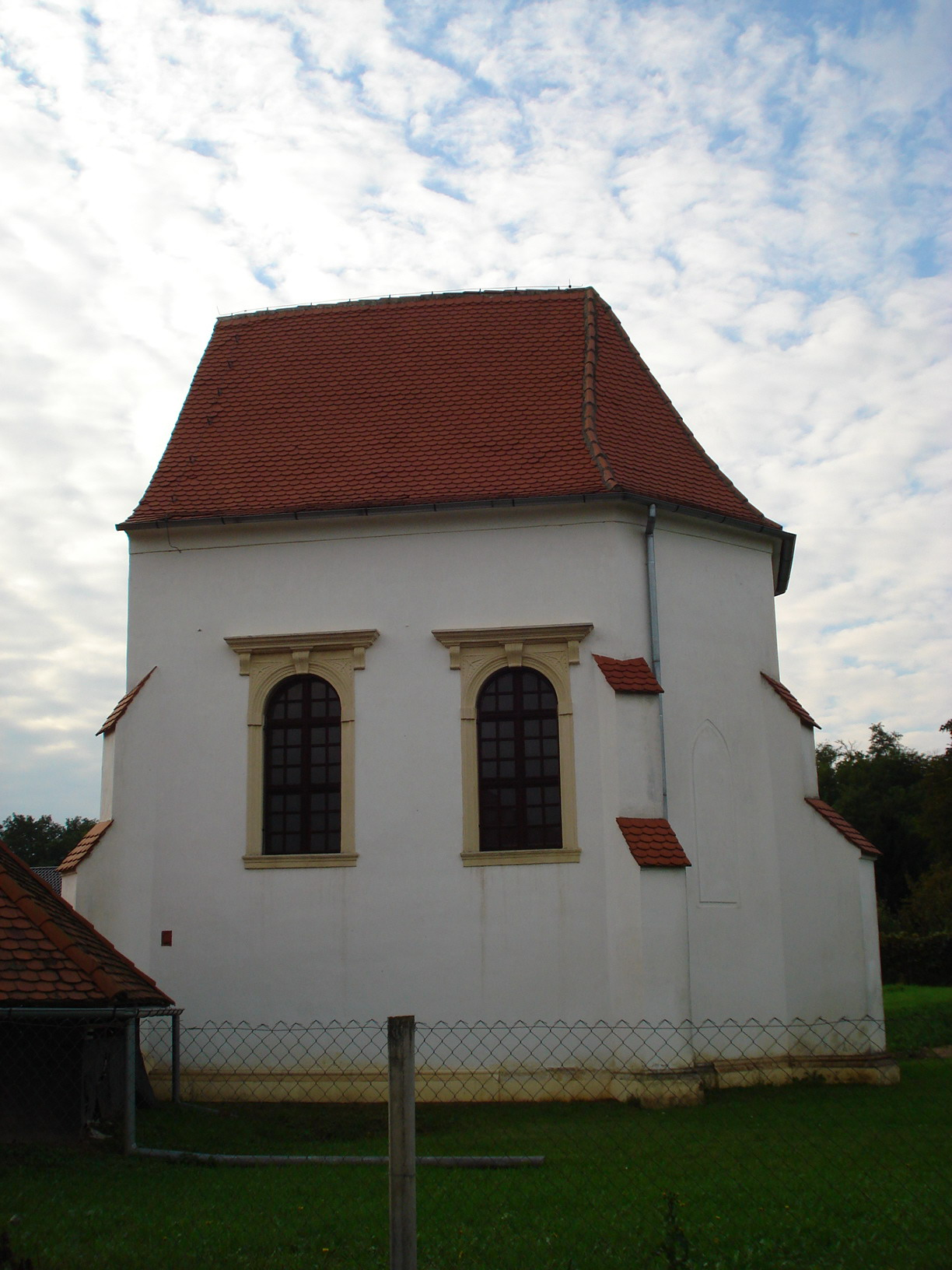
A Szent Ilona kápolna

Szentilona (horvátul: Šenkovec, korábban Svetajelena) falu és község Horvátországban Muraköz megyében

## Fekvése
Csáktornyától 3 km-re északnyugatra fekszik.
Közigazgatásilag Gyümölcsfalva tartozik hozzá.

## Története
1376-ban Lackfy II. István horvát bán alapította a Boldogságos Szűz Mária és a Mindenszentek tiszteletére szentelt pálos kolostorát, melynek építését 1404-ben a Cilleiek fejezték be. 1420-ban Cilleiek a falut is a pálosoknak adományozták. Amikor 1546-ban a Zrínyiek a Muraköz birtokosai lettek, a kolostort Szent Ilona tiszteletére szentelték fel. A Szent Ilona kápolnát, ahova később Zrínyi a család több tagja is temetkezett 1559 és 1561 között Zrínyi Miklós építtette. Elsőként a szigetvári hős 1561-ben elhunyt feleségét, Frangepán Katalint temették ide. 1566-ban fia Zrínyi György a szigetvári hős török által átadott levágott fejét Győrből ünnepélyesen Csáktornyára hozatta, majd Szentilonán katonai tiszteletadással temettette el. Sírkövét vörös márványból  faragtatta ki, melynek egy nagyobb darabját a feltáráskor az egyik oszlopba beépítve találták meg. 1570-ben a protestánsok támadása okozott károkat, de a szigetvári hős síremléke még 1577-ben is épségben volt. Ebben az időben a Zrínyiek is felvették a protestáns hitet. 1580-ban Zrínyi György már akadályozta a pálosok itteni működését, jobbágyainak tiltotta a csáktornyai pálos templom látogatását. Perjelüket is börtönbe záratta, úgyhogy a rend tartományfőnökének a királyhoz kellett fordulnia oltalomért. Ennek ellenére az 1603-ban vépi várában elhunyt királyi tárnokmestert is a szentilonai sírboltba temették. A katolikusok 1619-ben kelt panaszlevele szerint fiai még ekkor is tiltották jobbágyaiknak a szentilonai pálos templom látogatását.
1622-ben Zrínyi György visszatért a katolikus hitre és elkergette a protestáns igehirdetőket. Halála után 1627. szeptember 5-én nagy pompával temették el a szentilonai családi sírboltba, melyet ez alkalomból már bővíteni kellett. Ekkor épült ki végleges formájában a családi mauzóleum. III. Ferdinánd király 1639. április 19-én kelt rendeletében a szentilonai pálosoknak búcsú és vásártartási jogot engedélyezett. A pálosok és a főúr, Zrínyi Miklós a költő és hadvezér közötti viszony ezekben az évtizedekben nyugodt, kiegyensúlyozott volt, így a kolostor is gyarapodásnak indult. 1650 szeptemberében valószínűleg az itteni sírboltban temette el fiatalon elhunyt feleségét, Draskovich Mária Eusébia grófnőt, csakúgy mint 1656-ban és 1658-ban elhalálozott gyermekeit is. 1664. november 18-án a kursaneci erdőben bekövetkezett halálát követően december 21-én őt magát is a családi sírboltba temették.
Ezután öccse, Zrínyi Péter lett Csáktornya ura, akit 1671-ben felségárulásért Bécsújhelyen lefejeztek, birtokait pedig elkobozták. Tetemét a bécsújhelyi temető árkából csak  1919-ben szállították a zágrábi székesegyházba, mivel a családi sírbolt ekkor már nem létezett. Zrínyi Miklós fia Zrínyi Ádám, aki  később visszakapta apja birtokait ezer forintot adományozott a szentilonai kolostornak, hogy édesapja lelki üdvéért hetente szentmisét mondjanak. Ő 1691. augusztus 19-én magyar zászlósúrként halt hősi halált a szalánkeméni csatában. Holttestét a hagyomány szerint  hazaszállították és a szentilonai családi sírboltban helyezték örök nyugalomra. Özvegye Lamberg Katalin Mária grófnő 1692-ben Csehországba költözött. Örökös hiányában a családot kihalttá nyilvánították, birtokaik visszaszálltak az uralkodóra, pedig ekkor még élt Zrínyi Péter koholt vádak alapján börtönbe zárt fia Zrínyi János. Ő 1703. november 11-én hunyt el vakon és őrülten grazi börtönében. Húga Zrínyi Veronika Auróra a család utolsó sarjaként 1735-ben hunyt el a klagenfurti orsolyita apácák zárdájában.
1695. április 29-én a kolostort tűzvész pusztította el, ennek során leégett a Zrínyiek mauzóleuma is. Ezután a kolostort részben a mauzóleum anyagának felhasználásával barokk stílusban újjáépítették. Ekkor semmisültek meg a család sírjai és a holttetemek is. A szigetvári hős márvány szarkofágját is darabokra törték és a kolostor falaiba építették be. A mauzóleum, a Zrínyi-család koporsóival, szarkofágjaival nyomtalanul eltűnt.
1738-ban a Muraközt pusztító földrengésben a kolostor is nagy károkat szenvedett, melyeket csak 1745-ben hoztak rendbe. 1782-ben II. József rendeletével a pálos rendet is feloszlatta. A kolostor állami tulajdonba került, majd az épületet 1802-ben báró Knezevich János kapta meg, aki a kolostort kastéllyá alakíttatta át melynek a korábbi templom lett a kápolnája. A család több tagját is a szentély alatti sírboltba temették. A napóleoni háborúk alatt a kolostort katonai raktárnak, a templomot pékműhelynek használták. 1859-ben a Festeticsek lettek az új birtokosok, akik már csak a délnyugati szárnyat használták, végül 1880-ban egy földrengés ezt is elpusztította.
A falunak 1910-ben 478, többségben horvát lakosa volt, jelentős magyar kisebbséggel. A trianoni békeszerződésig Zala vármegye Csáktornyai járásához tartozott. 1924-ben a kolostor területén ásatások kezdődtek azzal a céllal, hogy a Zrínyiek még fellelhető maradványait a zágrábi székesegyházba szállítsák, azonban néhány csonttöredéken kívül csak Frangepán Katalin feltételezett sírját sikerült megtalálni. Ekkor került elő a szigetvári hős szarkofágjának egy darabja is.
2001-ben a község 2770 lakosából 2710 horvát volt. A falunak magának 2350 lakosa volt.

## Nevezetességei
Szent Ilona kolostor helyreállított maradványai ma családi házaktól és kertektől körülvéve magányosan állnak.
A romokat 1990 és 1997 között tárták fel. Az egykori templomból mára megmaradt Szent Ilona kápolna 14. századi falfestményeinek maradványait 1954-ben találták meg a késő barokk réteg alatt. A freskókat, melyeket ekkor konzerváltak szakértők a 14. század utolsó harmadában északitáliai mester által készített munkának tartják. Az ásatások során megtalálták a Zrínyiek sírboltjának maradványait is, melyek a mai kápolnától különállóan cseréptetővel védett kis építmény alatt láthatók. A romokat helyreállították, ma a Csáktornyai Muraközi Múzeum gondozásába tartoznak.
A régi iskola épülete 1902-ben épült. Az iskola szabadon álló földszintes épületét a település központjában építették. "L" alaprajzú, az utcára merőlegesen elhelyezett hosszabb szárnyból és egy rövidebb utcai szárnyból áll. A homlokzat kialakítása aszimmetrikus. A bal oldalon egy egykori tanterem található, amely a keskeny oldalával az utca felé néz, a jobb oldalon pedig egy tanári lakás volt két ablakkal és egy bejárattal.

## Külső hivatkozások
- Szentilona község hivatalos oldala
- A szentilonai plébánia honlapja
- A Szent Ilona kápolna ismertetője
- A Szent Ilona kápolna a Muraköz információs portálján
- A szentilonai pálos kolostor régi metszeten
- A helyi Zrínyi Péter alapiskola honlapja
- A szentilonai kolostor és templom története - Temesvári Jenő blogja